# Вариация фонемы
Вариа́ция фоне́мы — в учении Московской фонологической школы: звук, являющийся реализацией фонемы (иными словами, аллофон) в сигнификативно сильной, но перцептивно слабой фонологической позиции, не нейтрализуя, таким образом, фонемного противопоставления, и обусловленный данной позицией. Так, в русском языке ударные гласные непереднего ряда в положении между мягкими согласными в артикуляции смещаются вперёд (вол — вёл [v'o'l], лук — люк [l'u'k]), однако не совпадают по звучанию с русскими гласными фонемами переднего ряда, поэтому перед нами вариации фонем (<o> и <u> соответственно).
Вариация противопоставлена, с одной стороны, основному варианту фонемы, выступающему в абсолютно сильной (сигнификативно и перцептивно сильной) позиции (в отличие от него, как и вариант, относится к модификациям фонемы), с другой стороны, варианту фонемы, представляющему фонему в сигнификативно слабой позиции.
Иногда вариацию называют оттенком фонемы, однако следует учитывать, что термин «оттенок» используется и шире, в значении «аллофон» и «вариант фонемы» (в его понимании Петербургской фонологической школой).